# Peter Papps
Peter Lee Papps (ur. 26 listopada 1939) – australijski strzelec, olimpijczyk. Brat Michaela, również strzelca.
Wystąpił na igrzyskach olimpijskich w Melbourne (1956), gdzie pojawił się w jednej konkurencji. Zajął ostatnie 35. miejsce w pistolecie szybkostrzelnym z 25 metrów. Był jednak najmłodszym strzelcem startującym na zawodach w Melbourne (miał ukończone nieco ponad 17 lat).
Stał na czele Berrima Clay Target Club. W XXI wieku nadal występował w zawodach (np. w 2015 roku).
Jego brat Mike wystąpił w strzelaniu z pistoletu szybkostrzelnego na igrzyskach olimpijskich w 1960 i 1964.

## Wyniki olimpijskie
| Igrzyska | Konkurencja                   | Wynik              | Miejsce | Źródło |
| -------- | ----------------------------- | ------------------ | ------- | ------ |
| IO 1956  | Pistolet szybkostrzelny, 25 m | 469 pkt. (256-213) | 35      | [ 4 ]  |